# Simon Schoonvliet
Simon Schoonvliet (Beveren, 1934 - Kieldrecht, 17 oktober 2006) was een Vlaams auteur en magisch realistisch schilder.

## Biografie
Schoonvliet was militair in Congo, privé-detective en galeriehouder. Hij was lid van de Beverse bibliotheekraad en de culturele raad. In zijn laatste levensjaren had hij een nieuw project opgezet: kunstatelier De Pille, maar een ziekte (longkanker) maakte daar in 2006 een abrupt einde aan.
Hij debuteerde in 1972 met de roman De vijf huurlingen, gebaseerd op zijn ervaringen in Congo. Zijn boek De zevende engel was gebaseerd op zijn ervaringen als privé-detective. Schoonvliet was politiek actief in het Vlaams Belang.
Schoonvliet was twee keer getrouwd. Uit zijn eerste huwelijk had hij drie kinderen.